# Глибокий потік (притока Вагу)
Глибокий потік (словац. Hlboký potok) — річка в Словаччині, ліва притока Вагу, протікає в окрузі Ліптовський Мікулаш.
Довжина приблизно 4.0 км. Витік знаходиться в масиві Ліптовська улоговина (геоморфологічна підодиниця Гибянські пагорби — частина Вишне Брезіє) — на висоті близько 770 метрів.  Протікає територією села Гибе.
Впадає у Ваг на висоті приблизно 655-660 метрів.